# Mont-Saint-Martin (Meurthe-et-Moselle)
Mont-Saint-Martin je francouzská obec v departementu Meurthe-et-Moselle v regionu Grand Est. V roce 2010 zde žilo 8 117 obyvatel. Leží u trojmezí států Francie–Belgie–Lucembursko. Je centrem kantonu Mont-Saint-Martin.

## Historie
Místo bylo osídleno nejpozději ve 3. století, kdy zde bylo římské sídlo na křižovatce dvou silnic. V
6. století založil vévoda Martin klášter, který dal obci jméno. Kostel sv. Martina, přestavěný ve 12.–13. století, je hlavní památkou města. Od roku 1865 začaly v okolí vznikat vysoké pece a roku 1880 vznikla jejich spojením ocelářská společnost. Výroba byla přerušena za obou světových válek, obnovena 1919 a 1946, ale počet vysokých pecí klesal až roku 1967 byla výroba zastavena.

## Památka
Kostel sv. Martina s jednou věží je kamenná románská stavba s kryptou, která sloužila do roku 1929 jako farní kostel. Klášter benediktinů s kostelem byl založen v 6. století, v presbytáři je kamenná deska s galo-románským nápisem ze 3. století. Kostel byl přestavěn ve 12. století a kolem roku 1200 dostal i novou klenbu. Roku 1599 byl předán jezuitům v nedalekém Verdunu a ve 20. století zrušen, takže v současné době není přístupný veřejnosti.

## Vývoj počtu obyvatel
Počet obyvatel